# Liberdade religiosa na Coreia do Norte
A liberdade religiosa na Coreia do Norte é quase inexistente: é oficialmente um estado ateu, e a política governamental continua a interferir na capacidade do indivíduo de praticar uma religião, embora a Constituição garanta "liberdade de crenças religiosas". O regime continua a reprimir as atividades de grupos religiosos não autorizados. Recentes relatos de refugiados, desertores, missionários e organizações não governamentais (ONGs) indicam que pessoas religiosas engajadas em proselitismo no país, aquelas que têm laços com grupos evangélicos estrangeiros operando na fronteira no República Popular da China e, especificamente, aqueles repatriados da China e encontrados em contato com estrangeiros ou missionários, foram presos e sujeitos a penas severas. Pessoas encontradas com bíblias cristãs, consideradas um símbolo do Ocidente, podem ser executadas ou torturadas. Refugiados e desertores continuaram a alegar que testemunharam as detenções e execuções de membros de igrejas clandestinas cristãs pelo regime em anos anteriores. Devido à inacessibilidade do país e à incapacidade de obter informações oportunas, essa atividade continua difícil de verificar.

## Religião na Coreia do Norte
Não há estatísticas oficiais conhecidas de religiões na Coreia do Norte, mas, a partir de estimativas do fim da década de 1990 e dos anos 2000, o país é majoritariamente irreligioso, com a vida religiosa sendo dominada pelas tradições do xamanismo coreano e cheondoísmo, enquanto o governo, a partir da ideologia juche, promove comportamentos de sentimento religioso próprios.

## Status de liberdade religiosa
A Coreia do Norte vê a atividade religiosa organizada, exceto aquela que é supervisionada por grupos oficialmente reconhecidos ligados ao governo, como um pretexto potencial para desafiar a liderança e a ordem social. A religião muitas vezes é praticada em segredo.
O governo lida duramente com todos os oponentes, e aqueles envolvidos em atividades religiosas não sancionadas frequentemente enfrentam o mais duro dos tratamentos. Em particular, aqueles de fé cristã são os mais perseguidos, e a Coreia do Norte é classificada como o pior país do mundo em termos de perseguição cristã pela organização católica internacional de ajuda Ajuda à Igreja Que Sofre.
Até 2012, estimava-se que 150 a 200 mil pessoas estavam detidas em campos de prisioneiros políticos (Kwalliso) localizados em áreas remotas da Coreia do Norte, muitos por razões religiosas e políticas. O número de cristãos em campos de prisioneiros é estimado em dezenas de milhares. Membros da família de crentes são considerados culpados por associação e enviados para campos de trabalhos forçados ou prisões.
Atividades religiosas puníveis incluem a propagação da religião, posse de itens religiosos, oração, canto de hinos e contato com pessoas religiosas.
Em março de 2006, o governo teria condenado Son Jong-nam à morte por espionagem. No entanto, algumas ONGs alegaram que a sentença contra Son foi baseada em seus contatos com grupos cristãos na China, suas atividades de proselitismo e sua alegada troca de informações com seu irmão na Coreia do Sul. O irmão de Son relatou que a informação indicava que Son estava vivo na primavera de 2007. Como o país efetivamente impede que observadores externos investiguem tais relatórios, não foi possível verificar as alegações do governo sobre as atividades de Son Jong-nam ou determinar se ele havia sido executado. Um colega presidiário de Pyongyang, onde Son foi detido, afirma que ele morreu lá em dezembro de 2008. Em 2013, o jornal sul-coreano JoongAng Ilbo relatou que norte-coreanos em Wonsan descobertos na posse de uma bíblia estavam entre um grupo de 80 norte-coreanos mortos em uma onda de execuções em massa no país. Outros membros do grupo foram executados por outras "transgressões relativamente leves, como assistir a filmes sul-coreanos ou distribuir pornografia".